# Nesoluma
Nesoluma é um género botânico pertencente à família Sapotaceae.

## Espécies
- Nesoluma nadeaudii (Drake) Pierre ex H.J.Lam
- Nesoluma polynesicum (Hillebr.) Baill.
- Nesoluma st-johnianum H.J.Lam & B.Meeuse